# NGC 4077
NGC 4077 (ook: NGC 4140) is een lensvormig sterrenstelsel in het sterrenbeeld Maagd. Het hemelobject werd op 20 december 1784 ontdekt door de Duits-Britse astronoom William Herschel.

## Synoniemen
- UGC 7063
- MCG 0-31-31
- ZWG 13.63
- PGC 38218